# The Race - Corsa mortale
The Race - Corsa mortale (Curfew) è una serie televisiva britannica del 2019 creata da Matthew Read per Sky. Vede come protagonisti Adam Brody, Billy Zane e Sean Bean, la serie ha debuttato il 22 febbraio 2019 su Sky One nel Regno Unito e in Irlanda. Negli Stati Uniti, l'intera serie è stata pubblicata il 24 giugno 2019 da Spectrum come parte dell'iniziativa video on demand Spectrum Originals. In Italia la serie è andata in onda sul canale satellitare Sky Atlantic dal 17 dicembre 2019 al 7 gennaio 2020.

## Trama
In un futuro prossimo, la Terra è sopraffatta da un virus incontrollabile di origini ignote. Per proteggere la popolazione dalla diffusione del virus in tutto il Regno Unito, un governo totalitario impone un coprifuoco in cui chiunque sarà catturato tra le 19.00 e le 7.00 sarà  posto in quarantena. Curfew si concentra su alcuni gruppi di fortunati a cui è stata offerta l'opportunità di competere in una corsa stradale illegale di 1000 km (620 mi), dove al traguardo li attende il premio finale: un rifugio, un'isola nel Pacifico.

## Episodi
| Stagione       | Episodi | Prima TV UK | Prima TV Italia |
| -------------- | ------- | ----------- | --------------- |
| Prima stagione | 8       | 2019        | 2019-2020       |